# Sojuz T-8
Sojuz T-8 è la denominazione di una missione della navicella spaziale Sojuz T verso la stazione spaziale sovietica Saljut 7 (DOS 6). Si trattò del quarantaseiesimo volo equipaggiato di questo velivolo spaziale, del sessantottesimo volo nell'ambito del programma Sojuz sovietico nonché del quarto volo equipaggiato verso la predetta stazione spaziale. Dato che l'aggancio alla stazione spaziale non riuscì, si dovette interrompere la missione, senza che l'equipaggio potesse soggiornare all'interno della Saljut 7.

## Equipaggio

### Equipaggio principale
| Ruolo                  | Equipaggio                            | Equipaggio                            |
| ---------------------- | ------------------------------------- | ------------------------------------- |
| Comandante             | Vladimir Titov, GCTC Primo volo       | Vladimir Titov, GCTC Primo volo       |
| Ingegnere di volo      | Gennadij Strekalov, NPOE Secondo volo | Gennadij Strekalov, NPOE Secondo volo |
| Cosmonauta Ricercatore | Aleksandr Serebrov, NPOE Secondo volo | Aleksandr Serebrov, NPOE Secondo volo |

### Equipaggio di riserva
| Ruolo                  | Equipaggio                  | Equipaggio                  |
| ---------------------- | --------------------------- | --------------------------- |
| Comandante             | Vladimir Ljachov, GCTC      | Vladimir Ljachov, GCTC      |
| Ingegnere di volo      | Aleksandr Aleksandrov, NPOE | Aleksandr Aleksandrov, NPOE |
| Cosmonauta Ricercatore | Viktor Savinych, NPOE       | Viktor Savinych, NPOE       |

## Missione
Il programmato aggancio tra la navicella spaziale ed il complesso orbitale Saljut 7/Cosmos 1443 non riuscì a causa di problemi con il sistema automatico d'aggancio.
Fu il primo aggancio non riuscito con una stazione spaziale dall'insuccesso del 1979 (Sojuz 33). Infatti, quando venne staccata l'apposita protezione, si staccò pure la strumentazione con l'antenna per il sistema automatico d'aggancio "Igla". L'equipaggio invece pensò, che lo stesso fosse rimasto agganciato alla navicella spaziale e semplicemente non stato estratto in maniera corretta. Per questo motivo tentarono di posizionare lo stesso mediante manovre e movimenti bruschi della navicella spaziale Sojuz T. Impegnarono per tali movimenti i congegni propulsori di controllo di assetto. Di conseguenza fu consumata un'enorme quantità di carburante durante questi tentativi d'aggancio non riusciti. Per garantire comunque che le riserve di carburante fossero sufficienti per la fase di rientro ed atterraggio, i cosmonauti furono costretti a spegnere il pilotaggio d'altitudine per portare la navicella spaziale in un modo di volo stabile per ciò che riguardava l'autorotazione dello stesso. Tale prassi di volo era solita per le prime missioni del programma Sojuz nei primi anni settanta ma ormai totalmente in disuso. In pratica furono costretti a ritornare alle origini di questo programma. Quando fu chiaro che la manovra d'aggancio non poté essere eseguita, la missione venne immediatamente interrotta ed i cosmonauti avviarono la procedura di rientro ed atterraggio. Questo riuscì perfettamente e senza incontrare particolari problemi.

## Ulteriori dati di volo
- Denominazione Astronomica Internazionale: 1983-59

I parametri sopra elencati indicato i dati pubblicati immediatamente dopo il termine della fase di lancio. Le continue variazioni ed i cambi di traiettoria d'orbita sono dovute alle manovre di aggancio. Pertanto eventuali altre indicazioni risultanti da fonti diverse sono probabili ed attendibili in considerazione di quanto descritto.